# Eli Zero
Eli Zero – elektryczny mikrosamochód produkowany pod chińsko-amerykańską marką Eli od 2021 roku.

## Historia i opis modelu
W styczniu 2017 roku podczas wydarzenia CES 2017 w amerykańskim Las Vegas startup Eli przedstawił swój pierwszy pojazd realizujący koncepcję zwrotnego dwumiejscowego mikrosamochodu o napędzie w pełni elektrycznym. Eli Zero przyjęło postać 2-drzwiowego hatchbacka z jednobryłową, krągłą sylwetką charakteryzującą się dużą liczbą przeszklonych paneli, na czele z drzwiami.
Kabina pasażerska Eli Zero utrzymana została w surowym, minimalistycznym wzornictwie z dwuramiennym kołem kierownicy i niewielkim, foremnym wyświetlaczem przed nim przedstawiającym kluczowe wskazania podczas jazdy. Za oparciami siedzisk umieszczono niewielką, uchylaną szklaną klapę bagażnika dającą dostęp do 160-litrowej przestrzeni.

### Sprzedaż
Po uzyskaniu potrzebnych środków w ramach kampanii crowdfundingowej uruchomionej w latach 2017–2020, dzięki ponad 1,76 milionowi dolarów funduszy ze strony 1,5 tysiąca inwestorów uruchomiono z powodzeniemm produkcję Eli Zero w Chinach. Rozpoczęła się ona we wrześniu 2021 roku z myślą o Europie Zachodniej.

### Dane techniczne
Bateria o pojemności 8 kWh pozwala na przejechanie w warunkach miejskich do 120 kilometrów na jednym ładowaniu, z naładowaniem akumulatorów od pustego do pełnego stanu w ok. 2,5 godziny. Jako pojazd niskich prędkości, Eli Zero z tylną osią napędzaną przez silnik elektryczny o mocy 8 KM może rozpędzić się maksymalnie do 40 km/h.